# Tarup (Faaborg-Midtfyn)
Tarup is een plaats in de Deense regio Zuid-Denemarken, gemeente Faaborg-Midtfyn. De plaats telt 281 inwoners (2020).